# Hippomonavella praeclara
Hippomonavella praeclara is een mosdiertjessoort uit de familie van de Bitectiporidae. De wetenschappelijke naam van de soort is voor het eerst geldig gepubliceerd in 1895 door MacGillivray.